# St. Chamond M16
St. (Saint) Chamond M16 – francuski czołg z okresu I wojny światowej.

## Opis i historia

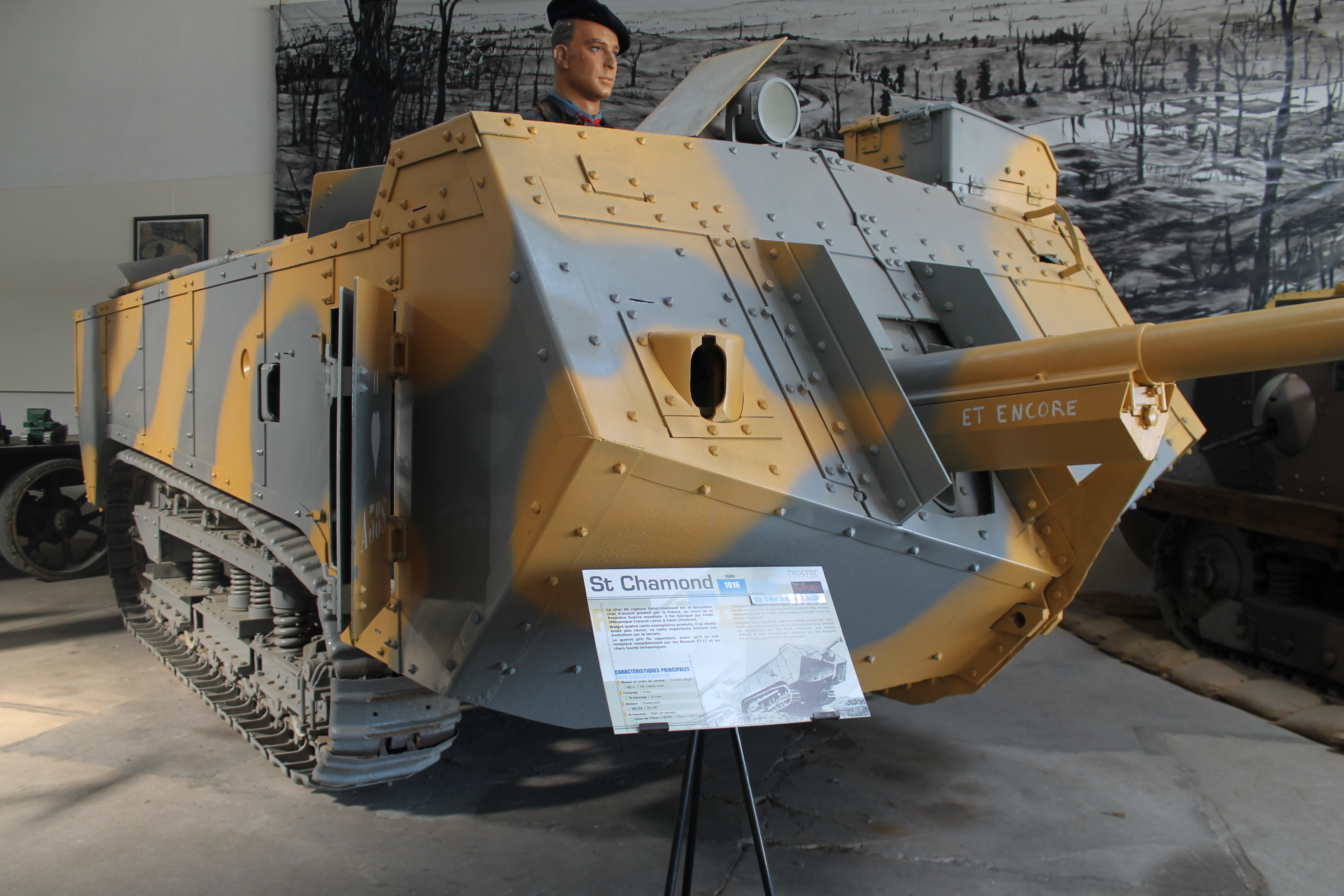
Eksponat w Musée des Blindés

St. Chamond był projektem armii francuskiej mającym konkurować z cywilnym pojazdem Schneider CA. Prototyp został wybudowany jesienią 1916. Ważył prawie 20 ton (po zamontowaniu dodatkowego pancerza 24 tony) miał 7,91 m długości (z działem 8,93 m), 2,67 m szerokości i 2,35 m wysokości. Czołg został zaprojektowany przez płk. Rimailho, powstał w oparciu o przedłużone podwozie traktora Holta. W oryginalnym zawieszeniu dodano trzeci wózek bieżny z trzema kółkami. Wydłużenie zawieszenia wynikało ze zwiększenia przez Niemców szerokości okopów do 2,5 m. Pozwoliło też na zamontowanie działa 75 mm konstrukcji Rimailho, co jednak przyczyniło się do powstania dużego nawisu pancerza z przodu czołgu. Powodowało to mimo zastosowania silnika spalinowo-elektrycznego duże problemy przy poruszaniu się pojazdu w terenie. Czołg najlepiej opisują słowa żołnierzy pełniących w nim służbę: „Ogromny St. Chamond, potężny niszczyciel na zbyt krótkich gąsienicach, który miał wielkie możliwości, oprócz jednej – przynajmniej w tym czasie – nie można było nim jeździć.”
Pierwszy czołg wyjechał z fabryki 7 września 1916. Użyto go pierwszy raz bojowo 1 maja 1917 podczas natarcia w rejonie Conde-sur-Aisne. Do końca I wojny światowej wyprodukowano 400 sztuk.